# 白の組曲
『白の組曲』（Suite en blanc）は、1943年に初演されたバレエ作品である。

## 概要
セルジュ・リファールが、エドゥアール・ラロのバレエ曲 『ナムーナ』 の一部を選んで振付けた。初演以降、パリ・オペラ座バレエ団のシーズン開幕を飾る演目として、現在も頻繁に上演されている。
ダンサーは、白一色もしくは白と黒の衣装で登場する。特にストーリーはなく典型的な抽象バレエである。
日本初演は戦後間もない1952年10月1日で、個人として来日していたリファール、リセット・ダルソンヴァルら4名によって日比谷公会堂で行われた。

## 構成
1. シエスト（女性3人のパ・ド・トロワ）
2. テーム・ヴァリエ（女性1、男性2のパ・ド・トロワ）
3. セレナード（女性のヴァリアシオン）
4. プレスト（女性1、男性4のパ・ド・サンク）
5. シガレット（女性のヴァリアシオン）
6. マズルカ（男性のヴァリアシオン）
7. アダージュ（パ・ド・ドゥ）
8. フルート（女性のヴァリアシオン）